# Hans Klappenbach
Hans Klappenbach (* 9. März 1871; † 27. November 1920) war ein deutscher Marineoffizier der Kaiserlichen Marine, zuletzt Kapitän zur See.

## Leben
Hans Klappenbach trat am 13. April 1889 als Kadett in die Kaiserliche Marine ein und besuchte die Marineschule.
Als Unterleutnant zur See (Beförderung am 17. Mai 1892) war er 1895 auf der Weißenburg. Am 15. Dezember 1897 wurde er als Leutnant zur See (Beförderung am 25. Oktober 1897) mit dem Ritterkreuz des Großherzoglich Mecklenburgischen Greifenorden ausgezeichnet. Im darauffolgenden Jahr war er Wachoffizier auf der Sophie. Am 10. Juni 1901 wurde er auf der Württemberg zum Kapitänleutnant befördert und war 1907 in der Seetransportabteilung im Allgemeinen Marinedepartement des Reichsmarineamtes in Berlin eingesetzt. Am 27. April 1907 wurde er Korvettenkapitän.
Von September 1911 bis September 1913 war er Kommandant der Albatross und wurde in dieser Position am 12. Oktober 1911 zum Fregattenkapitän befördert.
Am 22. März 1914 wurde er zum Kapitän zur See befördert. Im gleichen Jahr war er Mitglied der Schiffsprüfungskommission.
Aufgrund des Kriegsbeginns wurde die Wörth vom 5. August 1914 bis 18. April 1915 erneut in Dienst gestellt und kam unter das Kommando von Klappenbach. Ab 5. März 1915 stand die Wörth unter reduzierter Besatzung. Unter seinem Kommando kam die Wörth im V. Geschwader unter Vizeadmiral Max von Grapow u. a. zum Schutz der Nordseeküste zum Einsatz. Im Anschluss wurde er bis zur Umbenennung im September 1915 als Kommandeur der I. Marine-Flieger-Abteilung eingesetzt. Von Oktober 1915 bis zur Außerdienststellung im Januar 1916 war er letzter Kommandant der Mecklenburg. Anschließend übernahm er für drei Monate die Lothringen, welche im März 1916 außer Dienst gestellt wurde. Er wurde Kommandant des Großlinienschiffs Nassau und blieb dies bis Januar 1917. Mit der Nassau war er Ende März 1916 bei der Abwehr eines britischen Angriffs auf die Luftschiffhallen von Tondern eingesetzt. Es folgte Ende Mai/Anfang Juni 1916 im 1. Schlachtgeschwader, 2. Division, der Einsatz bei der Skagerrakschlacht. Während der Schlacht griff die Nassau die bereits ohne Torpedos agierende Spitfire an, welche der mit der Westfalen im Gefecht stehende Tipperary zur Hilfe eilen wollte. Anfangs war durch Klappenbach ein Rammstoß befohlen worden, wobei die Spitfire ausweichen konnte und ein zu einer Berührung beider Schiffe an der Außenbordwand kam. Bei diesem Zusammenstoß riss die Nassau die Seitenwand der Spitfire auf. Das Geschützfeuer der Nassau erreichte die Spitfire nicht, da der Geschützwinkel nicht steil genug gestellt werden konnte. Die Spitfire konnte sich trotz der erheblichen Beschädigungen von der Nassau lösen und entkommen. Gemeinsam mit der Thüringen konnte während der Schlacht die Black Prince entdeckt werden, welche in der Folge durch Beschuss der deutschen Kriegsschiffe versenkt wurde.
Ab Januar 1917 war er zur Verfügung der Marinestation der Nordsee gesetzt und wurde aus dieser Position am 18. Januar 1918 aus der Marine verabschiedet.
Bis August 1916 war er u. a. mit dem Roten Adlerorden 4. Klasse, dem Kronen-Orden 3. Klasse, dem Eisernen Kreuz I. Klasse und dem Friedrich-Kreuz ausgezeichnet worden.